# Soloviev D-30
El Soloviev D-30 (ahora Aviadvigatel PS-30 ) es un motor turbofan soviético de dos ejes y baja derivación, oficialmente denominado " turborreactor de derivación". Es uno de los motores turbofan más potentes desarrollados en la Unión Soviética. El desarrollo del turbofan estimuló numerosas versiones de crecimiento con un mayor diámetro del ventilador y disposiciones modificadas de los componentes. Desarrollado en un corto período de tiempo (unos tres años), el D-30 resultó ser uno de los motores más fiables en la historia del desarrollo de motores soviéticos y fue reconocido con el Premio Estatal de la URSS. 

## Diseño y desarrollo
La versión original del Soloviev D-30 fue desarrollada específicamente para propulsar el avión de pasajeros Tupolev Tu-134 de corto a medio alcance; sin embargo, también sirvió como base para el desarrollo de una familia de motores avanzados. El desarrollo del motor se inició a principios de los años 60. En 1966, el motor se puso en producción en serie.
El motor D-30 tiene un carrete de compresión de dos etapas, una cámara de combustión canular y una turbina de 4 etapas, y fue el primer motor construido en la Unión Soviética que utilizó álabes de turbina refrigerados. La turbina se fabricó con el material resistente al calor más nuevo de la época, junto con una boquilla de escape con mezclador de lóbulos. Los parámetros técnicos y de eficiencia del D-30 eran competitivos y similares a los de los motores occidentales de esa época.
En 1969, se creó una versión mejorada, el motor D-30 serie II; la principal diferencia fue la adición de un inversor de empuje y un sistema de control mejorado. El motor se produjo entre 1970 y 1987 y se utilizó en los aviones Tu-134FA, Tu-134B y Tu-134AK.
En 1980, se creó el motor D-30 serie III, una mejora adicional, con un empuje máximo de 6930 kgf (conservándolo hasta до = +C). Se aumentó el número de etapas del compresor del motor a cinco, se mejoró el margen de estabilidad dinámica del gas y se introdujo un sistema de protección contra el exceso de velocidad del motor y el sobrecalentamiento de la temperatura del gas. El motor D-30 de la tercera serie se fabricó entre 1983 y 1993. Estos motores se instalaron en los aviones de pasajeros Tu-134-A-3, Tu-134B-3 y Tu-134UB-L. El núcleo del D-30 de la tercera serie también se tomó como base para el desarrollo de plantas de turbinas de gas para el complejo energético y de combustible ruso.
El Soloviev D-30 se produjo con varias modificaciones en la planta de motores de Perm (ahora JSC UEC-PM). En total, en esta planta de motores se fabricaron alrededor de 3.000 unidades de motores D-30 (series I a III).
D-30KU

El motor D-30KU es capaz de generar 11.000 kgf en el despegue y fue desarrollado en 1971 para reemplazar el motor Kuznetsov NK-8-4 del avión de larga distancia Il-62, que tenía algunas dificultades para cubrir rutas intercontinentales debido a su alcance inadecuado. . Ilyushin Design Bureau, el diseñador del avión, tomó la decisión de propulsar el avión con motores más nuevos que tienen un menor consumo específico de combustible. En contraste con el D-30 básico, el D-30KU tiene una mayor relación de derivación y una mayor temperatura de entrada a la turbina: su desarrollo fue comparable al desarrollo de Pratt & Whitney de la serie JT8D-200, pero con un aumento aún mayor en el empuje. El primer carrete del compresor tiene 3 etapas, el segundo tiene 11 etapas, pero el diseño de la cámara de combustión es similar al del D-30. La sección caliente de la turbina tiene un total de 6 etapas, la tobera es común para ambos flujos y cuenta con un mezclador de lóbulos y una cámara de mezcla. El motor D-30KU fue el primer motor de aviación en la URSS que incluía un inversor de empuje tipo cangilón. El Il-62M equipado con el D-30KU tenía un alcance ampliado de 1.500 km, en comparación con el modelo básico equipado con motores NK-8-4. La planta de motores de Rybinsk (ahora PAO NPO UEC-Saturn) fabricó un total de 1584 motores D-30KU bajo la supervisión autorizada de la Oficina de Diseño de Perm. 
D-30KP

Al igual que el D-30KU, se desarrolló una nueva variante de motor llamada D-30KP que entregaba 12.000 kgf de empuje para el avión de transporte militar Il-76 . El desarrollo se completó a finales de los años 60. En 1971, se demostró a los líderes del país el Il-76MD con una unidad de propulsión basada en cuatro D-30KP. En 1972, el motor pasó las pruebas de certificación y luego fue presentado al público en el siguiente salón aeronáutico internacional en Le Bourget (Francia). En 1974, el motor se puso en servicio para propulsar no sólo el propio Il-76 militar, sino también numerosas modificaciones: el avión cisterna Il-78, el "avión-hospital" Il-76MD Scalpel, el avión de control y alerta temprana A-50, el simulador de ingravidez. Il-76K, banco de pruebas aerotransportado Il-76LL para pruebas en vuelo de motores de aviones y otros. El D-30KP era idéntico a su predecesor, el D-30KU: ambos son motores turbofan de baja derivación. El motor se diferencia únicamente por tener una temperatura de gas más alta en la entrada de la turbina y una mayor relación de presión del compresor y relación de derivación. Impulsado por cuatro motores D-30KP, el Il-76 es capaz de levantar una carga útil de 40 toneladas (88.000 lb) en un rango de 5.000 km (2.700 nmi; 3.100 mi) a una velocidad de crucero de hasta 900 km/h. Los motores D-30KP se fabricaron en la ciudad de Rybinsk (región de Yaroslavl) en la planta de producción de motores de Rybinsk (ahora NPO UEC-Saturn). La producción de motores D-30KP continúa hasta el día de hoy para suministros militares. En total se han fabricado más de 4700 motores D-30KP. 
D-30KU-154

El exitoso reemplazo de los motores del Il-62 de larga distancia estimuló a los líderes del Ministerio de Industria de Aviación en los soviéticos a rediseñar otro avión popular: el avión de pasajeros de media distancia Tu-154 . En última instancia, el Tu-154M propulsado por el D-30KU-154 fue la columna vertebral de la industria de la aviación civil en los soviéticos hasta finales del siglo XX. El motor D-30KU-154 fue desarrollado con un empuje máximo de 10.500 kgf específicamente para propulsar el Tu-154. El desarrollo comenzó en 1979. Pavel Solovyov utilizó el núcleo D-30KU como punto de partida. Durante el diseño del motor D-30KU-154, se mejoraron algunos de los sistemas, se agregaron nuevos componentes y en 1984 el nuevo motor entró en producción en serie. ¡La sustitución del motor Kuznetsov NK-8 por el motor D-30KU-154 en el Tu-154 permitió reducir el consumo de combustible en un 28%!  Esto finalmente definió la rentabilidad de la industria del transporte aéreo en los soviéticos durante otros 15 años. Durante los años de funcionamiento activo del D-30KU-154, el fabricante, la oficina de diseño de Perm, continuó trabajando para mejorar el motor. Un claro ejemplo de ello es el desarrollo del sistema de supresión de ruido con estructuras absorbentes de ruido hechas de materiales compuestos poliméricos. En total, la planta de motores de Rybinsk (ahora NPO UEC-Saturn) fabricó más de 1.500 motores D-30KU-154. 
D-30F-6

A mediados de la década de 1970, la Unión Soviética inició la búsqueda de un interceptor de alta velocidad para complementar y reemplazar su MiG-25 . El MiG-25 tenía dos turborreactores Tumansky R-15 enormemente potentes, que permitían una velocidad de Mach 3 a grandes altitudes, pero el problema era su débil rendimiento a bajas altitudes, ni siquiera suficiente para cruzar el límite de Mach 1 .[cita requerida] Problemas más agudos surgieron de la tendencia de los motores del Foxbat a fallar al máximo acelerador en situaciones de alta velocidad. Se necesitaba un nuevo motor, esta vez un turbofan de baja derivación, para impulsar el nuevo interceptor. La oficina de diseño Mikoyan-Gurevich (MiG) contrató a la oficina de diseño OKB-19 (ahora parte de Aviadvigatel ) para construir dicho motor, para el avión que se conocería como MiG-31 .
A la oficina de diseño de Soloviev se le ocurrió el turbofan D-30F6. Capaz de generar 9.500 kgf (20.900 lbf o 93 kN ) de empuje seco y 15.500 kgf (34.200 libras o 152 kN) de empuje de postcombustión, el motor le dio al nuevo interceptor del MiG una velocidad máxima superior a 3000 km/h (1864,1 mph) ,[cita requerida]</link> y un peso máximo de despegue de 45 800 kg (100 971,8 lb) . Estos potentes motores también permitieron que el grande y complejo interceptor alcanzara velocidades supersónicas a bajas altitudes por debajo de 1500 m (1640,4 yd) . Datos de: Motores de aviones del mundo 1970,  Jane's all the World's Aircraft 1993–94 
Otras variantes

D-30V12
Versión de gran altitud para el Myasishchev M-55 reducida a 49 kN (11.000 libras) 
D-30F11
Motor para el prototipo experimental bimotor S-37 (Su-47) 
D-21A1
Otra variante del motor de dos cilindros con tobera supersónica está destinada a propulsar el jet ejecutivo supersónico de gran altitud S-21 de la oficina de diseño de Sukhoi. El esquema de construcción es casi el mismo que el del D-30F6, excepto por la ausencia de una cámara de poscombustión. 
WS-18
Copia china de ingeniería inversa del D-30KP-2 importado.
- Avión de pasajeros Ilyushin Il-62
- Avión de reconocimiento de gran altitud Myasishchev M-55
- Interceptor a reacción Mikoyan-Gurevich MiG-31
- Avión de combate de demostración Sukhoi Su-47 Berkut (anteriormente S-37)
- Avión de pasajeros Tupolev Tu-134
- Avión de pasajeros Tupolev Tu-154
- Avión de transporte estratégico Ilyushin Il-76

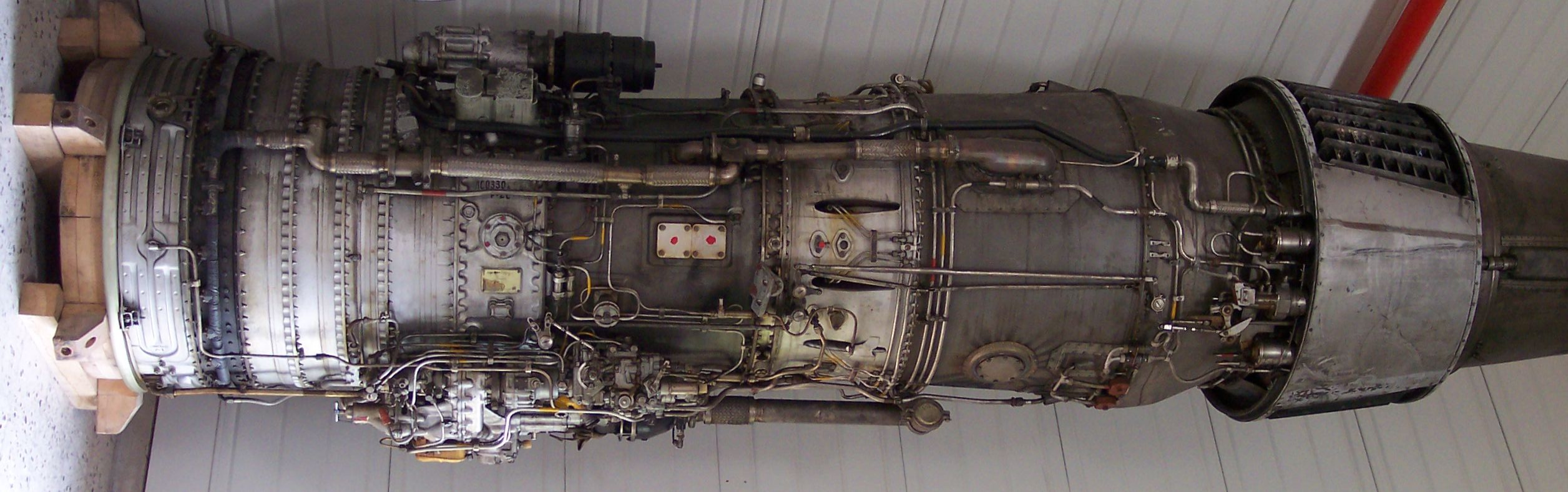
Un Soloviev D-30 II

- Bombardero a reacción Xian H-6 (WS-18)
- Avión de transporte estratégico Xian Y-20